# تپه سیاه‌بید سفلای ۲
تپه سیاه بید سفلای ۲ مربوط به دوران پارینه‌سنگی جدید است و در شهرستان کرمانشاه، بخش مرکزی، دهستان دورود فرامان، ۴۰۰ متری جنوب شرق روستای سیاه بید سفلا واقع شده و این اثر در تاریخ ۲۶ اسفند ۱۳۸۷ با شمارهٔ ثبت ۲۵۵۱۳ به‌عنوان یکی از آثار ملی ایران به ثبت رسیده است.